# Никита Готский
Ники́та Го́тский (др.-греч. Νικήτας ὁ Γότθος; † ок. 372) — христианский святой, почитаемый в лике великомучеников. Память совершается в Православной церкви 15 (28) сентября, в Католической церкви 15 сентября.

## Житие
Житие святого стало каноническим одновременно с отречением Церковью апокрифического жития Никиты Бесогона, почитавшегося в тот же день. В русской иконописи иногда сливаются образы этих мучеников. Житие святого Никиты было составлено Симеоном Метафрастом и вошло в сентябрьский том Великих Миней-Четьих середины XVI века.
По происхождению Никита был гот, родился и жил на берегах Дуная. Крещение принял от епископа Феофила, участника Первого Вселенского собора. Вместе с готским епископом Вульфилой участвовал в распространении христианства среди своих соплеменников. Воевал в войсках готского вождя Фритигерна против Атанариха во время межплеменного конфликта.
После возвращения к власти язычника Атанариха продолжил проповедь христианства и обличал Атанариха (житие приписывает гонение на христиан проискам дьявола и придаёт в связи с этим действиям Никиты в том числе характер борьбы с бесом). Никита был взят под стражу и подвергнут мучениям. Характер мучений святого неизвестен, житие лишь в общем сообщает о них:

Различные муки, коими у доброго страдальца Христова хотели вынудить отречение от Христа, были бессильны, и сам мучитель был в недоумении, почему он, при всём своём могуществе, не мог преклонить к своему злочестию одного раба Христова, твёрдого в своем исповедании подобно крепкому и непоколебимому столпу.

Никита был казнён в 372 году через сожжение в пределах Томитанской епархии, в Бессарабии. Согласно житию, огонь не опалил тело святого.
Его тело, оставленное без погребения, вскоре было найдено его другом Марианом, который перенёс его в свой родной город Мопсуестию в Киликии. У гробницы святого стали совершаться чудеса и исцеления. Позднее мощи были перенесены в Константинополь, а часть мощей — в сербский монастырь Высокие Дечаны.

## Почитание
Великомученику Никите были посвящены несколько русских монастырей. Во имя святого Никиты освящены престолы множества христианских церквей по всему миру.